# Municipio de Pioneer (Dakota del Sur)
El municipio de Pioneer (en inglés: Pioneer Township) es un municipio ubicado en el condado de Faulk en el estado estadounidense de Dakota del Sur. En el año 2010 tenía una población de 25 habitantes y una densidad poblacional de 0,27 personas por km².

## Geografía
El municipio de Pioneer se encuentra ubicado en las coordenadas 45°1′13″N 98°46′5″O / 45.02028, -98.76806. Según la Oficina del Censo de los Estados Unidos, el municipio tiene una superficie total de 92.32 km², de la cual 89,84 km² corresponden a tierra firme y (2,68 %) 2,48 km² es agua.

## Demografía
Según el censo de 2010, había 25 personas residiendo en el municipio de Pioneer. La densidad de población era de 0,27 hab./km². De los 25 habitantes, el municipio de Pioneer estaba compuesto por el 100 % blancos. Del total de la población el 0 % eran hispanos o latinos de cualquier raza.